# Trypauchenichthys sumatrensis
Trypauchenichthys sumatrensis é uma espécie de peixe da família Gobiidae e da ordem Perciformes.

## Morfologia
- Os machos podem atingir 6,6 cm de comprimento total.[4][5]

## Habitat
É um peixe de clima tropical e demersal.

## Distribuição geográfica
É encontrado na Índia, Indonésia e Malásia.

## Observações
É inofensivo para os humanos.